# Steven Geirnaert
Steven Geirnaert (Brugge, 31 augustus 1984) is een Belgische schaker. Hij is sinds 2012 Internationaal Meester (IM).

Op zijn vijftiende overschreed hij de grens van 2000 Elo. In 2002 werd hij Belgisch jeugdkampioen en sedertdien was hij niet meer weg te slaan uit de nationale top-toernooien.
Geirnaert werd in 2001 winnaar van het Open Nederlands Jeugdschaak Kampioenschap en werd Belgisch jeugdkampioen schaken in 2002 vóór Bart Michiels en Christophe Gregoir.

## Toernooien en dergelijke
- In juli 2005 werd Geirnaert in Aalst bij het kampioenschap van België vijfde met 5 pt. uit 9.
- 2007: winnaar van het Criterium van Aalter
- 2008: winnaar van de Hasseltse Zomerblitz
- In 2008 won hij opnieuw het Criterium van Aalter.
- 2010: winnaar van het Jeugdkampioenschap van Zottegem en winnaar van de Open-reeks van Brasschaat.
- November 2010: winnaar, samen met Roy Saptharsi, van het Open toernooi van Leuven
- 2011: toernooi van Kapelle-op-den-Bos
- In 2011 gaf hij een simultaan te Veurne, het Halfoogstsimultaan
- 2011: winnaar, samen met Gyula Izsak, van de Masters-reeks in Brasschaat
- In 2012 werd hij Internationaal Meester (IM).
- 2013: winnaar van het open toernooi van Leuven.
- 2014: winnaar van het Vlaams Kampioenschap.